# 織田一穂
織田 一穂（おだ かずほ、3月26日 -  ）は、日本の女性声優、ナレーター。千葉県出身。

## 人物
以前はB-Boxに所属していた。
趣味・特技はオペラ鑑賞、バレエ鑑賞、写真、HP作成、ドイツ語。

## 出演

### テレビアニメ
1997年
- 超特急ヒカリアン（清美）

2000年
- 人造人間キカイダー THE ANIMATION（ママ、母親）

2001年
- 召喚教師リアルバウトハイスクール（ミアン・キューピー）

2002年
- スパイラル 〜推理の絆〜（ニュースキャスター2）

2012年
- パブー&モジーズ（8-スーザン・スパイダー）

2015年
- 金田一少年の事件簿R（海峰学の母）

### ゲーム
- 遙かなる時空の中で5（2011年）
- サモンナイト5（2013年）
- スクール・ウォーズ〜卒業戦線〜（2013年）

### ドラマCD
- サクラ大戦 モンパルナスの夜
- 新宿Guardians

### BLCD
- 恋のティスティング
- 先生はダミー
- 月の砂漠殺人事件
- BALLAD II The Nightfall

### 吹き替え

#### テレビドラマ
- ザット'70sショー
- 名探偵モンク
- レバレッジ 〜詐欺師たちの流儀

#### アニメ
- アニメ 世界偉人伝

### ボイスオーバー
- 古代の宇宙人
- The Brain 脳のしくみ
- 世界の馬上から
- 地球の誕生
- 逃亡犯の告白
- ドキュメンタリー デコーデット
- ハーフ・ザ・スカイ
- 人が薬物にハマる理由 マリファナ編
- フードテック
- ブラッド・メルツァーの暗号解読
- 未確認モンスターを追え!

### ナレーション
- ゼンリン iPhone iPad用無料地図アプリ

### CM
- NTT DoCoMoショップ
- セイコー 日産自動車 TXメッセージ
- 千代田生命保険 AIGスター生命保険 ビジネスプラス